# Icelandair

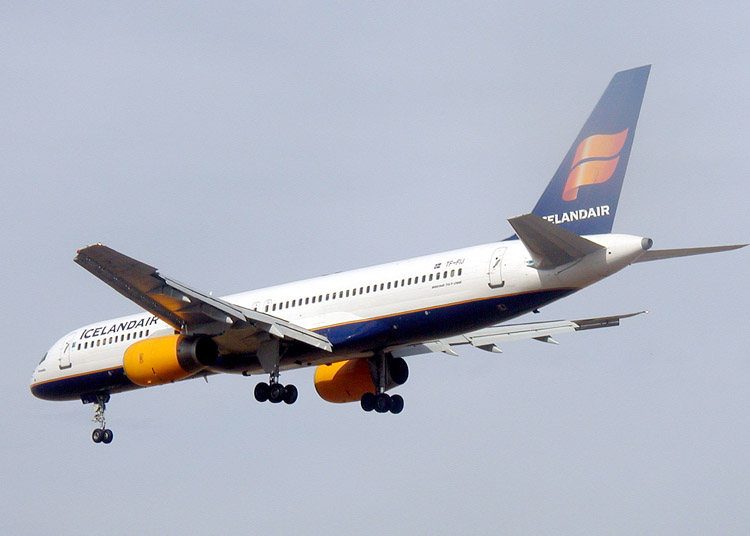
Boeing 757-200 w barwach Icelandair

Icelandair – islandzkie narodowe linie lotnicze, latające na trasach krajowych i międzynarodowych.

## Historia
Pierwsze samoloty pojawiły się na Islandii w 1919 roku. Linie lotnicze Icelandair powstały natomiast w 1937, najpierw pod nazwą Flugfélag Akureyrar (czyli Towarzystwo Lotnicze Akureyri), swoją bazę miało bowiem w położonym na północy kraju mieście Akureyri. W 1943 przedsiębiorstwo przeniosło się do stolicy Reykjaviku i zmieniło nazwę na Flugfélag Íslands (‘Islandzkie Towarzystwo Lotnicze’).
W 1944 pojawiła się konkurencja pod postacią linii Loftleiðir, znanych także pod nazwą Icelandic Airlines. To jednak Flugfélag Íslands był pierwszym przewoźnikiem, który uruchomił połączenia międzynarodowe. Celem tych pierwszych lotów w 1945 była Dania. Loftleiðir uruchomiły własne połączenia międzynarodowe dwa lata później, za to w 1953 jako pierwsze islandzkie linie lotnicze zaczęły przewozić pasażerów przez Atlantyk.
Ostra rywalizacja między liniami trwała aż do 1973, kiedy to oba przedsiębiorstwa połączyły się. Nowe linie początkowo działały pod nazwą Flugleiðir powstałą z połączenia starych nazw. Jednak w 1979 zmieniono nazwę na Icelandair, ale nazwę Flugleiðir zachowały dla linii krajowych. W latach 90. rozszerzały swoją działalność, zwłaszcza w przewozach towarowych (cargo).
Przez długi okres linie używały samolotów Douglas DC-8 i Boeing 727, a w latach 90. zmieniły je na Boeing 757. Na krótszych trasach krajowych używano też Boeingów 737.
Samoloty Icelandair służą islandzkiemu prezydentowi w czasie jego oficjalnych podróży za granicę.

## Flota
Według stanu na styczeń 2025 flota Icelandair składała się z 46 samolotów, w tym 2 przeznaczonych do transportu cargo, o średnim wieku 15,7 lat:
| Samolot          | Samolot | Samolot   | Liczba miejsc | Liczba miejsc | Liczba miejsc | Uwagi                       |
| Model            | Aktywne | Zamówione | B             | E             | Łącznie       | Uwagi                       |
| ---------------- | ------- | --------- | ------------- | ------------- | ------------- | --------------------------- |
| Airbus A321neo   | 1       | 6         | 22            | 165           | 187           | W trakcie dostawy od 2024   |
| Airbus A321 XLR  | -       | 13        |               |               |               | Dostawa planowana od 2029   |
| Boeing 737 MAX 8 | 17      | -         | 16            | 144           | 160           |                             |
| Boeing 737 MAX 9 | 4       | -         | 16            | 162           | 178           |                             |
| Boeing 757-200   | 11      | -         | 80            | -             | 80            | Wycofanie planowane do 2026 |
| Boeing 757-200   | 11      | -         | 22            | 161           | 183           | Wycofanie planowane do 2026 |
| Boeing 757-200   | 11      | -         | 20            | 164           | 184           | Wycofanie planowane do 2026 |
| Boeing 757-300   | 2       | -         | 22            | 203           | 225           |                             |
| Boeing 767-300   | 3       | -         | 25            | 237           | 261           |                             |
| Boeing 767-300   | 2       | -         |               |               |               | Konfiguracja cargo          |
| Dash 8-200       | 3       | -         | -             | 37            | 37            |                             |
| Dash 8-400       | 3       | -         | -             | 76            | 76            |                             |
| Łącznie          | 46      | 19        |               |               |               |                             |

## Linie partnerskie
Icelandair oferuje połączenia w formule codeshare z następującymi liniami:
| - Air Greenland - Alaska Airlines - Atlantic Airways - Emirates - Finnair | - ITA Airways - JetBlue - SAS - TAP Portugal - Turkish Airlines |

## Kierunki lotów

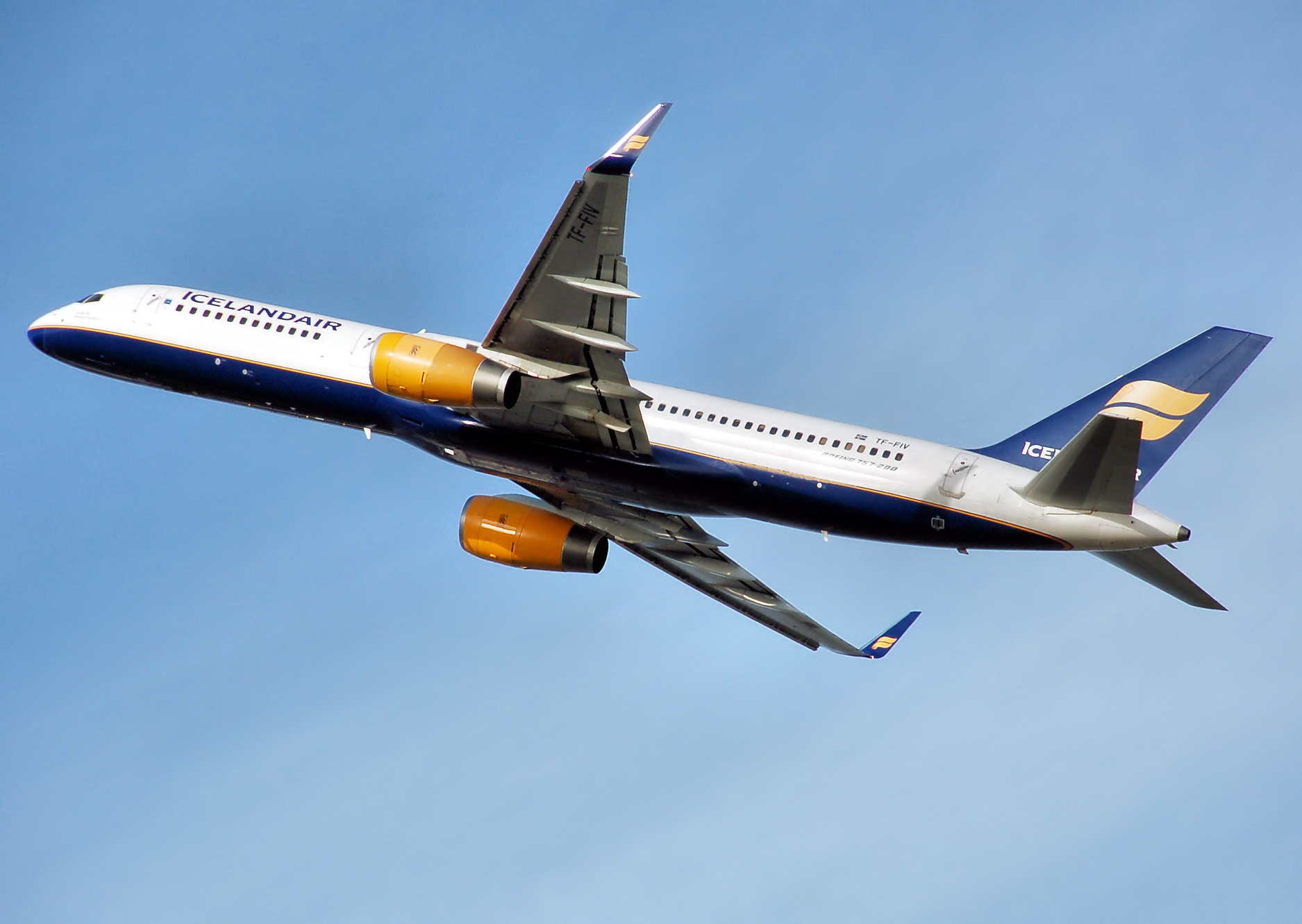
Boeing 757-200 w barwach Icelandair

### Ameryka Północna
Kanada
- Edmonton – Port lotniczy Edmonton
- Halifax – Port lotniczy Halifax (sezonowo)
- Montreal – Port lotniczy Montreal-Pierre Elliott Trudeau
- Toronto – Port lotniczy Toronto-Lester B. Pearson
- Vancouver – Port lotniczy Vancouver

 Stany Zjednoczone
- Anchorage – Port lotniczy Anchorage-Ted Stevens
- Boston – Port lotniczy Boston
- Chicago – Port lotniczy Chicago-O’Hare
- Cleveland – Port lotniczy Cleveland-Hopkins
- Denver – Port lotniczy Denver
- Dallas – Port lotniczy Dallas-Fort Worth
- Filadelfia – Port lotniczy Filadelfia
- Kansas City – Port lotniczy Kansas City
- Minneapolis – Port lotniczy Minneapolis-St. Paul (sezonowo)
- Nowy Jork – Port lotniczy Nowy Jork-JFK
- Orlando – Port lotniczy Orlando
- Portland – Port lotniczy Portland
- Seattle – Port lotniczy Seattle-Tacoma
- Tampa Bay – Port lotniczy Tampa
- Waszyngton – Port lotniczy Waszyngton-Dulles

### Europa
Belgia
- Bruksela – Port lotniczy Bruksela

 Dania
- Billund – Port lotniczy Billund (czarter)
- Kopenhaga – Port lotniczy Kopenhaga-Kastrup

 Finlandia
- Helsinki – Port lotniczy Helsinki-Vantaa

 Francja
- Paryż – Port lotniczy Paryż-Roissy-Charles de Gaulle

 Hiszpania
- Madryt – Port lotniczy Madryt-Barajas
- Barcelona – Port lotniczy Barcelona

 Holandia
- Amsterdam – Port lotniczy Amsterdam-Schiphol

 Islandia
- Akureyri – Port lotniczy Akureyri
- Reykjavík – Port lotniczy Keflavík (baza)

 Niemcy
- Berlin – Port Lotniczy Berlin-Tegel
- Frankfurt – Port lotniczy Frankfurt-Hahn
- Hamburg – Port lotniczy Hamburg
- Monachium – Port lotniczy Monachium

 Norwegia
- Bergen – Port lotniczy Bergen-Flesland
- Oslo – Port lotniczy Oslo-Gardermoen
- Stavanger – Port lotniczy Stavanger
- Trondheim – Port lotniczy Trondheim-Værnes

 Szwajcaria
- Genewa – Port lotniczy Genewa-Cointrin
- Zurych – Port lotniczy Zurych-Kloten

 Szwecja
- Göteborg – Port lotniczy Göteborg-Landvetter
- Sztokholm – Port lotniczy Sztokholm-Arlanda

 Wielka Brytania
- Aberdeen – Port lotniczy Aberdeen
- Belfast – Port lotniczy Belfast-International
- Birmingham – Port lotniczy Birmingham
- Glasgow – Port lotniczy Glasgow
- Londyn – Port lotniczy Londyn-Heathrow i Port lotniczy Londyn-Gatwick
- Manchester – Port lotniczy Manchester

 Włochy
- Mediolan – Port lotniczy Bergamo-Orio al Serio